# Provinciale Zeeuwse Courant
De Provinciale Zeeuwse Courant (PZC) is een Nederlandse regionale krant die, naast het nationale en internationale nieuws, sterk is georiënteerd op de actualiteit in de Nederlandse provincie Zeeland.
De PZC kent vier edities: Walcheren, Bevelanden/Tholen, Schouwen-Duiveland en Zeeuws-Vlaanderen. De oplage lag in 2012 op 49.948 exemplaren. De meeste abonnees had de PZC in 2007 in Middelburg (16% van de oplage), Vlissingen (14%), Terneuzen/Hulst (13%) en Goes (12%). Per hoofd van de bevolking wordt, van alle Zeeuwse gemeenten, de PZC het meest gelezen in de gemeente Noord-Beveland en het minst in de gemeente Tholen. Op 6 februari 2007 is de krant overgegaan op tabloidformaat.
Het hoofdkantoor van de PZC is sinds juni 2023 gevestigd in Middelburg. De krant heeft een bijkantoor in Terneuzen (Zeeuws-Vlaanderen).

## Geschiedenis
De krant is het resultaat van het overnemen van de abonneebestanden van de Breskensche Courant (1890), Goessche Courant (1813), Middelburgsche Courant (1758), Vlissingsche Courant (1872), Vrije Stemmen (1945) en de Zierikzeesche Nieuwsbode (1844).
De leeftijd van de oudste voorganger van de PZC, de Middelburgsche Courant van 1758, in ogenschouw nemende, gaat het na de Opregte Haarlemsche Courant (1656; in 1942 opgegaan in de Haarlemsche Courant / het Haarlems Dagblad) en de Leeuwarder Courant (1752) om de oudste krant van Nederland. In 2008 vierde de krant haar 250-jarig bestaan.
Omdat de vestiging van de Middelburgsche Courant – een van de voorgangers van de PZC – op 17 mei 1940 was verbrand als gevolg van Franse artilleriebeschietingen, zag de redactie zich gedwongen om bij de Vlissingsche Courant in Vlissingen in te trekken. Samen gingen ze verder als Provinciale Zeeuwse Courant; die krant bleef lange tijd in Vlissingen gevestigd. Op 6 april 1973 werd de eigennaam PZC aangenomen. De hoofdvestiging van het Zeeuwse dagblad was van 2003 tot 2008 in Goes, van 2008 tot 2014 in Middelburg, en van 2014 tot 2023 in Vlissingen, waarna een verhuizing terug naar Middelburg volgde, naar het voormalige pand van de PZEM.
De krant was lang onderdeel van het Wegener krantenconcern dat in 2007 werd overgenomen door de Britse investeerder Mecom. In 2015 werd het dagblad, samen met veel andere regionale nieuwsbladen, verkocht aan De Persgroep uit België en verslaat zodoende ook sporadisch nieuws uit Gent, meer bepaald, het aan Zeeland aanpalende Meetjesland.

### Historisch overzicht
Middelburgsche Courant: 1758-1811.
Gazette de Middelbourg – Middelburgsche Courant. Feuille hebdomadaire de Middelbourg (is de samensmelting van: Journal du département des bouches de l'Escaut – Dagblad van het departement van de Schelde, en: Feuille d'affiches annonces et avis divers de la ville de Middelbourg): 1811-1814.
Middelburgsche Courant: 1814-1930.
Provinciale Zeeuwsche Middelburgsche Courant: 1930-1940. Hierin werd de Goessche Courant in 1933 opgenomen.
Na een samengaan, in 1940, van de Provinciale Zeeuwse Middelburgse Courant en de Vlissingsche Courant (inclusief Breskensche Courant) werd de krant voortgezet als Provinciale Zeeuwsche Courant – waarin opgenomen de Middelburgsche, Vlissingsche, Goesche en Breskensche Courant: 1940-1973. In 1946 werd hierin Vrĳe stemmen – Dagblad voor Zeeland opgenomen.
De titel werd in 1947 veranderd in: Provinciale Zeeuwse Courant – waarin opgenomen de Middelburgse, Vlissingse, Goese, Breskense Courant en Vrije Stemmen.
Vanaf 6 april 1973 werd de titel PZC – Provinciale Zeeuwse Courant gebruikt. In 1998 werd het abonneebestand van de Zierikzeesche Nieuwsbode (voorloper: Zierikzeesche Courant, 1797) door de PZC overgenomen.

## Oplage
Gemiddeld verspreide oplage van de Provinciale Zeeuwse Courant tussen 2001 en 2017
Cijfers volgens HOI, Instituut voor Media Auditing